# 阿布舞
阿布舞·悟吉納（舊名Youna，2017改以鄒族藝名為Abu'u亦同時正名為阿布舞·悟吉納，2021為阿布舞，1995年02月10日—），台灣女藝人、女舞者、女演員，曾任Rakuten Girls成員10年，2025年1月宣布離隊。現為台日觀光交流大使-福島もも娘 隊長 福島もも娘

## 生平
家族部落位於嘉義縣阿里山鄉，具鄒族血統。是藝人安歆澐之姪女，也是富邦悍將球員方克偉的表妹。自台北市立大學運動藝術學系街舞組畢業後，參加Lamigirls2015年選拔中選進入啦啦隊。

## 啦啦隊經歷

### 棒球之啦啦隊
| 年份       | 隊伍名稱      | 備註                     |
| 2015－2020 | LamiGirls     | 中華職棒Lamigo桃猿啦啦隊 |
| 2020－2025 | Rakuten Girls | 中華職棒樂天桃猿啦啦隊   |

### 籃球之啦啦隊
| 年份       | 隊伍名稱         | 備註                 |
| 2020－2021 | 桃園領航猿啦啦隊 | 桃園領航猿專屬啦啦隊 |

## 演出作品

### 出版物
| 年份 | 出版物名稱            | 備註                   |
| 2019 | 《舞 阿布舞數位寫真》 | [ 註 1 ]               |
| 2022 | 《舞法舞天》          | 2022年樂天女孩桌曆寫真 |
| 2023 | 《就愛舞》            | 2023年樂天女孩寫真桌曆 |
| 2024 | 《魅麗舞髮黨》        | 2024年樂天女孩寫真桌曆 |

### MV
| 年份 | 名稱                                | 備註                                      |
| 2020 | 玖壹壹《LOCAL》                     | 舞者 與Peggy、白白、Rakuten Girls共同出演 |
| 2020 | 《Wannabe》（樂天女孩舞蹈Cover）    | 與慧慧、沐妍、菲菲、卉妮共同演出          |
| 2022 | 葛西瓦Kasawi《跟妳媽媽說》Feat.健志 | 客串演出                                  |
| 2023 | 葛西瓦 Kasiwa「我愛你沒有辦法」     | MV女主角                                  |

## 音樂作品
| 年份          | 歌名                  | 備註                          |
| 2016年7月22日 | 《獨一無二的閃爍》    | 與LamiGirls共同出演           |
| 2017年8月4日  | 《勇氣的每一秒》      | 與LamiGirls共同出演           |
| 2017年8月9日  | 《溫室開不出的花》    | 與LamiGirls共同出演           |
| 2018年9月10日 | 《Love Me More》      | 與LamiGirls共同出演           |
| 2019年8月6日  | 《Dancing Hoilday》   | 與LamiGirls共同出演           |
| 2019年8月19日 | 《Dancing Queen》     | 與LamiGirls共同出演           |
| 2020年9月22日 | 《Rock You Everyday》 | 與Rakuten Girls共同演出       |
| 2021年9月10日 | 《一起勇敢》          | 與Rakuten Girls共同演出       |
| 2022年10月7日 | 《Rise Up》           | 與Rakuten Girls共同演出       |
| 2023年10月7日 | 《Ready Go》          | 與Rakuten Girls共同演出       |
| 2024年3月1日  | 《勝之布舞》          | 個人首張單曲                  |
| 2024年9月29日 | 《Big Dream》         | 與Rakuten Girls(紅隊)共同演出 |

## 備註
1. ↑  .   [2020-02-15]. （原始内容存档于2020-02-15）.
2. ↑  .   [2020-09-11]. （原始内容存档于2021-10-22）.

## 外部連結
- Abu'u 溫雅云的Facebook專頁
- Abu'u阿布舞的Instagram帳戶
- YouTube上的阿布舞頻道